# One More Time (banda)
One More Time é uma banda pop sueca. Os membros da banda são  o marido e mulher Peter Grönvall e Nanne Grönvall com  Maria Rådsten e  Therese Löf. 
Em 1992, começaram a sua carreira internacional com o lançamento do single e álbum  Highland, um pouco depois  Therese Löf deixou o grupo. O single tornou-se um sucesso internacional, tornando n.º 1 nos tops de 10 países e ganhando o título  "Melhor grupo estrangeiro" na Bélgica. Um dos seus álbuns foi disco de ouro na África do Sul.
One More Time participaram por duas vezes no  Melodifestivalen. Em 1995,  eles entraram como compositores da balada Det vackraste ("A coisa mais bela" ), interpretada por  Cecilia Vennersten que se classificou em segundo lugar. A canção foi premiada com um  Grammis para a melhor canção de 1995. Mais tarde o grupo gravou a canção em inglês, intitulada Living In A Dream. No Melodifestivalen de 1996, a banda compôs e interpretou a etno-balada  the group composed and performed  "Den vilda" ("O selvagem"), que venceu Melodifestivalen e terminou em terceiro lugar no Festival Eurovisão da Canção 1996.  
O grupoa ainda não dissolveu e tem planos para lançar um quinto álbum. 
Peter Grönvall é filho de um dos membros dos  ABBA Benny Andersson. Nanne Grönvall tem tido uma carreira solo com sucesso na Suécia desde 1998.

## Discografia
- 1992 Highland
- 1994 One More Time
- 1996 Den vilda
- 1997 Living In A Dream (English version of the Den vilda album)